# 気象と防災マメ知識!
『気象と防災マメ知識!』（きしょうとぼうさいマメちしき）は、2009年4月4日からIBC岩手放送で放送されているラジオ番組。

## 概要
パーソナリティの神山自身が持つ気象予報士・防災士という資格を活かし、岩手県の気象にまつわる話題を毎週一つ取り上げると共に、リスナーから寄せられた天気に関する疑問・質問にも答えている。

## 放送日時
- 土曜 17:50 - 17:55

## 出演者
- 神山浩樹（IBCアナウンサー）